# Gothard Jenő
Gothard Jenő (Herény, 1857. május 31. – Herény, 1909. május 29.) magyar gépészmérnök, csillagász, a Magyar Tudományos Akadémia levelező tagja.

## Élete

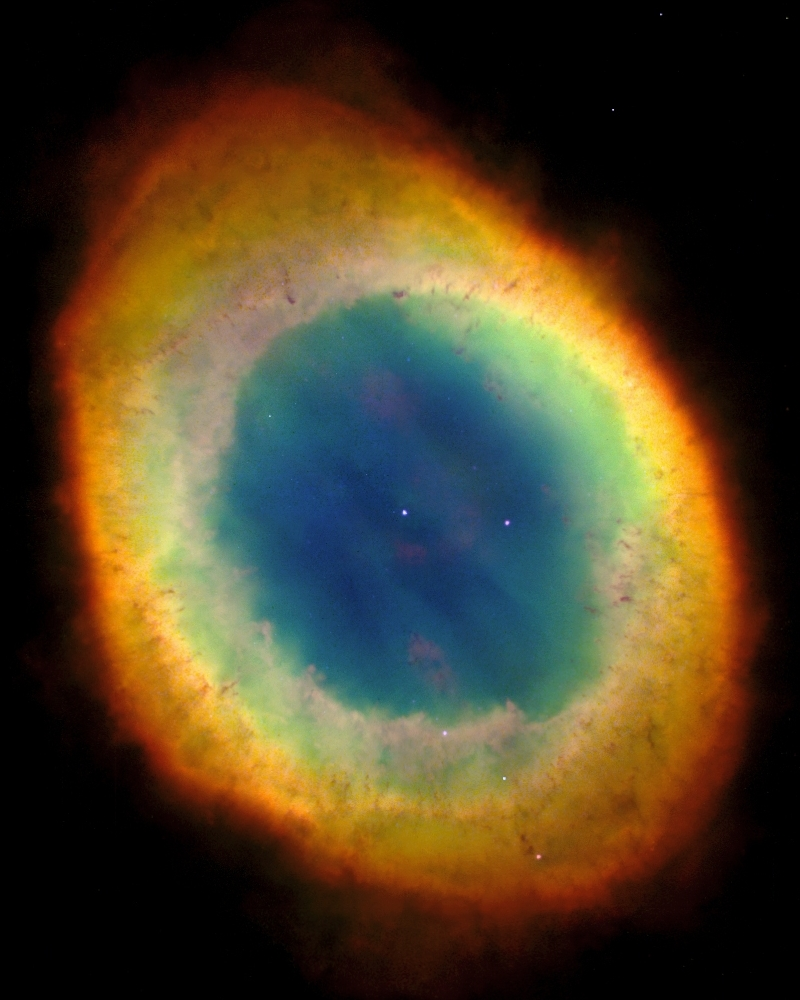
A Lyra gyűrűs-köd

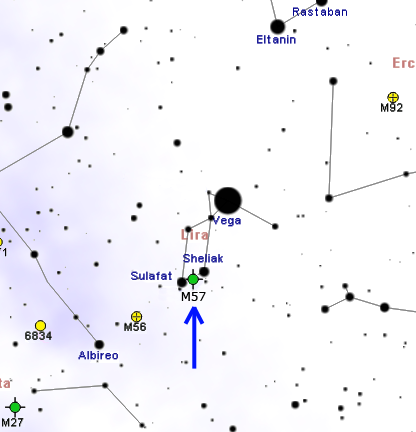
A Lyra (Lant) az égi térképen

1857-ben született a Vas vármegyei Herény községben. Régi Vas vármegyei nemes családból.
Apja földbirtokos volt. Testvérei is a tudományoknak éltek. Gothard Sándor (1859–1939) a csillagászati megfigyelésekben segédkezett bátyjának, Jenőnek, míg öccsük, Gothard István (1869–1948) a meteorológiai adatgyűjtésben vett részt.
A Szombathelyi Premontrei Gimnáziumban folytatta tanulmányait, ahol tanára volt a neves fizikus, Kunc Adolf is. Már ekkor komoly érdeklődést mutatott a fizika iránt, otthon saját kis laboratóriumában kísérletezett, a kísérletekhez saját maga készítette eszközeit is.
1875-ben érettségizett, s tanulmányait Bécsben, a Politechniche Hohschule gépészmérnöki szakán folytatta, ahol megismerkedett a csillagászattal, a csillagászati fényképezéssel, finommechanikai műszerek tervezésével, készítésével.
A gépészmérnöki diploma megszerzése után nem vállalt mérnöki munkát, hanem szülőhelyén, Herényben, saját laboratóriumában dolgozott tovább, ahol elméleti önképzéssel, műszerek készítésével foglalkozott.
Itt készített műszerei, újításai felkeltették a szakemberek érdeklődését is.
1879-ben meghívták Székesfehérvárra, az országos ipari kiállításra, ahol megismerkedett Konkoly Thege Miklóssal, a modern magyar csillagászat megteremtőjével is. Közben látogatást tett Európa jelentősebb csillagvizsgálóiban is, és az ott szerzett tapasztalatait felhasználva 1881-ben obszervatóriumot rendezett be herényi birtokán, ahol Sándor öccse segítségével végzett csillagászati megfigyeléseket. Eleinte csak vizuális megfigyeléseket végzett, később a színképelemzés, majd az égitestek fényképezése foglalkoztatta; asztrofizikával, az üstökösök spektroszkópiájával és égi fotográfiával foglalkozott.
1882-ben egy meteorológiai állomást is létrehozott, melyben rendszeres méréseket végzett.
Ez a meteorológiai megfigyelő állomás szülőfalujában még halála után, 1918-ban is működött.
1883-ban öccsével, Sándorral dolgozatot írt a Jupiter fizikájáról, e munkájuk elismeréseként 1883-ban a londoni Royal Astronomical Society tagjaivá választották őket. 
Gothard Jenőt 1884-ben az Astronomische Gesellschaft, a kor vezető európai csillagászainak egyesülete is tagjai közé választotta.
Gothard Jenő 1885-ben tett először említést, hogy megkísérelte lefényképezni  a Lyra gyűrűs ködében észlelt új csillagot. Kísérleteinek eredménye egy évvel később, 1886-ban érett be. Ekkorra sikerült a Lyra gyűrűs-köd (M 57) közepén egy 15-ös nagyságrendű csillagot elsőként lefényképeznie.
Élete során több világraszóló felfedezést tett, melyekért több kitüntetést, elismerést is kapott:
Ő volt az első a hullócsillagok, üstökösök fényképen történt megörökítésében.
A röntgensugár felfedezésének bejelentése után néhány héttel már saját maga is készített röntgenfelvételeket.
Hazánkban először ő és Konkoly Thege Miklós használt mikrofont és szerkesztett fonográfot.
1886-ban munkássága elismeréseként a bécsi Photographische Gesellschaft - melynek 1883-tól tagja volt – Voigtländer ezüstéremmel tüntette ki.
1890-ben a Vasvármegyei Elektromos Művek Részvénytársaságnak lett az igazgatója. Ő tervezte meg és az ő irányításával épült meg az első magyar vízerőmű, az ikervári a Rába-folyón. A vízerőmű által fejlesztett elektromos áram felhasználásával indította útjára a szombathelyi villamos vasutat.
1901-ben az akkor fellángolt Nova Persei megfigyelésébe még bekapcsolódott, de súlyos szívbetegsége miatt élete hátralevő éveiben már visszavonultan élt Herényen levő kastélyában.
1909. május 29-én Herényen érte a halál. A herényi temetőben nyugszik, sírhelyét a Nemzeti Emlékhely és Kegyeleti Bizottság „A” kategóriában a Nemzeti sírkert részévé nyilvánította.

## Emlékezete
- Szülőhelyén, Herényben (9700 Szombathely, Szent Imre Herceg u. 112.) található a Gothard Tudomány- és Technikatörténeti Állandó Kiállítás és az Obszervatórium.

Szombathelyen általános iskola viseli a nevét. (9700  Szombathely, Benczúr Gyula u. 10.) 

## Művei
- A herényi astrophysikai observatorium leírása és az abban tett megfigyelések 1881-ben (Budapest, 1882)
- Egy új spectroscop (Budapest, 1883)
- Astrophysikai megfigyelések a herényi observatoriumon 1882. évben (Budapest, 1883)
- A Pons-Brooks üstökös spectroscopikus megfigyelése a herényi astrophysikai observatoriumon (Budapest, 1884)
- Megfigyelések a herényi astrophysikai observatoriumon 1883. évben (Budapest, 1884)
- A herényi astrophysikai observatorium sarkmagasságának meghatározása (Budapest, 1885)
- Tanulmányok az égitestek photographálása terén: 1. rész (Budapest, 1885)
- Az 1884. évi megfigyelések a herényi astrophysikai observatoriumon (Budapest, 1885)
- Az újabbkori csillagászat módszerei és megfigyelésmódjai (1886)
- A photographia (1890)
- Spektralphotographiai tanulmányok (Értekezések a Természettudományok Köréből, 1891, 21. kötet, 2. szám)
- Nova Aurigae spektruma, összehasonlítva néhány bolygószerű köd spektrumával, (Értekezések a Mathematikai Tudományok Köréből, 1893, 15. kötet, 2. szám)